# Achias fritillus
Achias fritillus är en tvåvingeart som beskrevs av Mcalpine 1994. Achias fritillus ingår i släktet Achias och familjen bredmunsflugor. Inga underarter finns listade i Catalogue of Life.